# Graben di Oslo

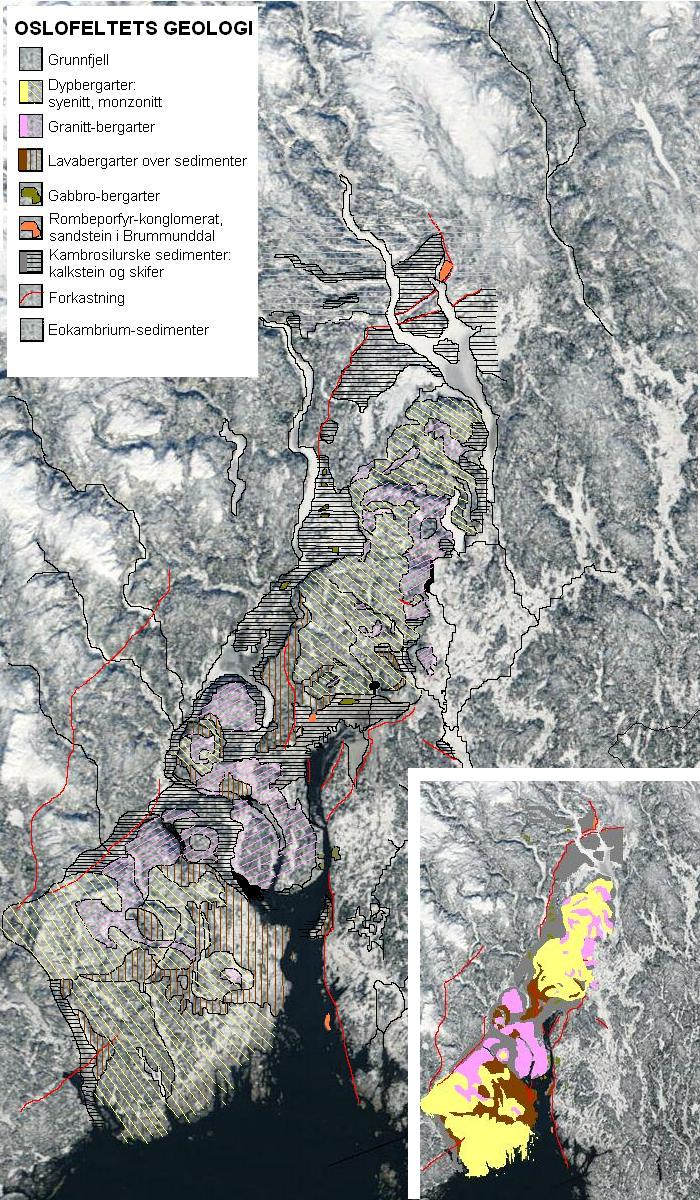
Mappa geologica del graben di Oslo.

Il graben di Oslo o rift di Oslo è un graben che si è formato in seguito a un evento di rifting avvenuto nel corso del Permiano, nell'ultima fase dell'orogenesi ercinica.
Il periodo principale della formazione di graben iniziò nel Carbonifero superiore e culminò con la formazione di rift e vulcanismo, con associata emissione di flussi di lava rombo-porfirica. Questa attività fu seguita da un sollevamento tettonico e terminò con la formazione di rocce intrusive, circa 65 milioni di anni dopo l'inizio della formazione.
Il graben di Oslo è localizzato nell'area attorno alla città di Oslo, la capitale della Norvegia.

## Caratteristiche
La produzione di lava fu molto elevata quando venne depositata la lava rombo-porfirica. Le lave riflettono un periodo di abbondanti movimenti collegati a eventi sismici, quando le forze tettoniche provocarono la lacerazione della crosta terrestre.
Nel distretto di Vestfold, i flussi lavici risultano depositati in media ogni 250.000 anni, dando luogo a una sequenza dello spessore di 3.000 m di materiale prevalentemente vulcanico. Nell'area di Oslo, le lave furono invece depositate in media ogni 800.000 anni. 
In queste lave sono stati trovati solo pochi resti di piante. Il basamento cristallino nell'area compresa tra Skien, Oslo e Mjøsa, ha prodotto un suolo ricco di nutrienti importanti per la crescita delle piante.
A partire dal Permiano, l'erosione ha rimosso i picchi vulcanici e gli strati di lava lasciando esposte le camere magmatiche e i camini vulcanici sottostanti, consentendo agli scienziati la rara opportunità di osservare la struttura geologica sottostante a un rift. 
Si ritiene che anche il complesso alcalino di Särna situato nella Svezia occidentale e anch'esso risalente al Carbonifero superiore, sia collegato al graben di Oslo perché è allineato con esso.

## Importanza economica
Le cave di pietra nel graben di Oslo sono state un importante ramo industriale dal Medioevo ai giorni nostri. Le prime escavazioni minerarie norvegesi conosciute iniziarono nel graben di Oslo. 
Molti degli antichi pennacchi vulcanici sono ora utilizzati come cave per ricavare marmo, pietre, minerali e in particolare la larvikite, il cui nome deriva dalla città di Larvik posta a sud di Oslo. La pietra nera della larvikite è un importante prodotto di esportazione e viene utilizzata per la realizzazione di lapidi, pietre tombali e per la decorazione di facciate di edifici.